# Pattarapon Suksakit
Pattarapon Suksakit (thailändisch ภัทรพล ศึกษากิจ, * 19. August 2003) ist ein thailändischer Fußballspieler.

## Karriere

### Verein
Pattarapon Suksakit erlernte das Fußballspielen in der Jugendmannschaft des Sukhothai FC. Hier unterschrieb er am 1. Januar 2022 auch seinen ersten Vertrag. Der Verein aus Sukhothai spielte in der zweiten thailändischen Liga. Am Ende der Saison feierte er mit dem Verein die Vizemeisterschaft und den Aufstieg in die erste Liga. 2022 wurde er einmal im Thai League Cup eingesetzt. In der Liga kam er nicht zum Einsatz. Sein Erstligadebüt gab Pattarapon Suksakit am 12. Februar 2023 (19. Spieltag) im Auswärtsspiel gegen Bangkok United. Bei der 0:3-Niederlage wurde er nach der Halbzeit für Saringkan Promsupa eingewechselt.

### Nationalmannschaft
Pattarapon Suksakit gab sein Debüt in der thailändischen U23-Nationalmannschaft am 26. März 2024 im Rahmen der WAFF-U23-Meisterschaft. Hier wurde er im Spiel gegen die Vereinigten Arabischen Emirate eingesetzt, wo er in der 75. Minute für Chonnapat Buaphan eingewechselt wurde.